# Glandularia tumidula
Glandularia tumidula är en verbenaväxtart som först beskrevs av Lily May Perry, och fick sitt nu gällande namn av Ray E. Umber. Glandularia tumidula ingår i släktet Glandularia och familjen verbenaväxter. Inga underarter finns listade i Catalogue of Life.